# ロマニステン
ロマニステン（独:Romanisten）とは、本来はローマ・カトリック教会の信徒を指す言葉。後にローマ法の研究家の意味で用いられ、更に19世紀のドイツ歴史法学の中ではローマ法をドイツにおける自然法とみなして法思想の中心に置く考え方及びこれを支持する学者を指す。今日では最後の方法で用いられることが多い。フリードリヒ・カール・フォン・サヴィニーやゲオルク・フリードリヒ・プフタ・ルドルフ・フォン・イェーリングが代表的な研究家として知られている。
ロマニステンは後に私法学の分野においてパンデクテン法学を創始・発展させ、ドイツ民法学の基礎を築いた。